# Jean-François Mancel
Jean-François Mancel, né le 1er mars 1948 à Beauvais (Oise), est un homme politique français. Il est notamment député européen de 1984 à 1986, président du conseil général de l'Oise de 1985 à 2004, secrétaire général du RPR de 1995 à 1997 et député de l'Oise à plusieurs reprises entre 1978 et 2017.

## Situation personnelle

### Formation et carrière
Après avoir obtenu son baccalauréat au lycée Félix-Faure (Beauvais), Jean-François Mancel étudie à la faculté de droit de Paris, où il obtient une licence de droit public, puis un DES de droit privé. Il entre ensuite à Sciences Po Paris, avant d'être reçu à l'ENA (promotion Malraux).
Il devient alors administrateur civil de la fonction publique au ministère de l’Équipement.

### Famille
Jean-François Mancel est père de six enfants.
Il emploie successivement sa fille et son épouse en tant qu'assistantes parlementaires. Il dénonce le plafond de 4 569 euros mensuels qu'un député peut verser avec son l'enveloppe parlementaire à un collaborateur.

## Parcours politique
Militant à l'UD-Ve, parti gaulliste, dont il devient à dix-huit ans secrétaire de circonscription, il adhère à l'Union des démocrates pour la République (UDR) en 1968 et en devient conseiller national en l'année suivante.
Jean-François Mancel fait son entrée au conseil municipal de Beauvais en 1971 et devient adjoint au maire. Il garde ce poste jusqu'en 1977, date à laquelle le socialiste Walter Amsallem est élu à la tête de la ville. Il devient alors secrétaire départemental du RPR. Durant cette période il poursuit ses études, notamment à l'ENA, dont il sort diplômé en 1978.
Il est candidat aux élections législatives de 1978 et est ainsi élu député pour la première fois, à l'âge de 30 ans. L'année suivante, il est élu conseiller général de l'Oise dans le canton de Noailles, où il a été réélu jusqu'à sa disparition en 2015. En 1979, il est chargé de mission pour le commerce et l'artisanat au RPR.
Battu à la législative de 1981, il devient secrétaire national du RPR à l'animation et devient, en 1982, membre de droit du comité central et membre du conseil politique du parti En 1983, il est candidat malheureux à la mairie de Beauvais face à Walter Amsallem, mais devient président du conseil général de l'Oise, fonction qu'il occupe pendant vingt ans, de 1985 à 2004.
En 1984, il fait son entrée au Parlement européen sur la liste « Union de l'opposition pour l'Europe et la défense des libertés », conduite par Simone Veil. Il est vice-président de la commission économique, monétaire et de la politique industrielle de cette institution. Il est député européen jusqu'en 1986, date à laquelle il retrouve son siège de député de l'Oise. Il est réélu en 1988, dans la 2e circonscription de l'Oise. À la suite de l'annulation de son élection par le Conseil constitutionnel, il est réélu lors d'une élection partielle en septembre suivant.
Après avoir été réélu pour la troisième fois consécutive à la présidence du conseil général, en 1994, il est nommé secrétaire général adjoint du RPR avant de devenir, en 1995, le secrétaire général du parti lors de l'élection de Jacques Chirac à la présidence de la République.
En 1997, alors que la gauche remporte la majorité à l'Assemblée nationale, Jean-François Mancel est  battu, dans le cadre d'une triangulaire avec le Front national, par la socialiste Béatrice Marre. Il démissionne alors du secrétariat général du RPR.
En 1998, Jean François Mancel souhaite que le Front national devienne un « parti de droite de demain ». Il considère que « le FN a enlevé tout ce qui peut nous hérisser sur le plan des valeurs ». Il encourage des désistements réciproques avec le Front national lors des élections cantonales et régionales (à Beauvais en particulier). À la suite de ces prises de position, il est exclu du RPR. Cette même année, bien que ne disposant que d’une majorité relative, il préserve son siège de président de conseil général grâce à une coalition au sein de l’assemblée départementale.
Il adhère ensuite à l'UMP, dont il est le candidat aux élections législatives de 2002. Il prend à cette occasion sa revanche sur son adversaire socialiste de 1997 et redevient député.
En 2004, s'il est lui-même réélu conseiller général dans le canton de Noailles, il perd sa présidence de conseil général à la suite d'une défaite de la majorité départementale à une voix près et cède son fauteuil au socialiste Yves Rome.
Engagé dès 2002 au côté de Nicolas Sarkozy, il participe à sa campagne départementale et nationale et est réélu député en 2007, avec 52,77 % des voix face à la conseillère général Sylvie Houssin. Il est réélu conseiller général en 2008, dans le canton de Noailles.
En 2011, il est l'un des rares à voter, au sein de la majorité, en faveur de l'instauration du mariage homosexuel. Il ne votera cependant pas la loi de 2013, s'opposant au droit à l'adoption pour les couples homosexuels.
Lors des élections législatives de 2012, il est réélu au second tour lors d'une triangulaire avec 38,97 % des voix, face à une candidate socialiste (38,85 %) et une candidate du Front national (22,18 %). Le Conseil constitutionnel annule les opérations électorales des 10 et 17 juin 2012, dans une décision publiée le 25 janvier 2013. Elle pointe notamment le fait que l'équipe de campagne Jean-François Mancel a fait distribuer, la veille du scrutin, un tract mettant en cause, injustement, son adversaire. Au second tour de l’élection partielle de mars 2013, Jean-François Mancel est réélu face à la candidate du Front national, Florence Italiani : il obtient avec 51,4 % des voix, seules quelque 800 voix séparent les deux candidats.
Il soutient Nicolas Sarkozy pour la primaire présidentielle des Républicains de 2016. Engagé auprès de François Fillon pendant la campagne présidentielle, il soutient la théorie d'un « complot politico-médiatique » contre son candidat, mis en cause dans une affaire de détournement de fonds publics. Il propose alors la suppression du secret des sources des journalistes. Il qualifie également sur les réseaux sociaux le journaliste de France Télévisions Karim Rissouli de « barbu », une expression couramment utilisée, en particulier dans les milieux d’extrême droite, pour désigner péjorativement un musulman ou un islamiste. Celui-ci dénonce le « racisme ordinaire » induit par cette phrase.
Il ne se représente pas lors des élections législatives de 2017. C'est son fils, Alexis Mancel, qui est désigné comme candidat Les Républicains à sa succession. Il est éliminé dès le premier tour du scrutin. En vue des élections municipales de 2020, il annonce qu'il ne briguera pas un nouveau mandat intercommunal mais ne se prononce pas sur sa participation au scrutin municipal.

## Liens avec l'Azerbaïdjan
Président de l'Association des amis de l’Azerbaïdjan,,, il est considéré comme un relais habituel de la dictature azerbaïdjanaise en France et est régulièrement cité dans la liste des personnalités politiques impliquées dans le système de lobbying et corruption appelé diplomatie du caviar,.
En septembre 2017, il soutient le régime de Bakou et témoigne contre deux journalistes de France Télévisions dans un procès pour diffamation, intenté et perdu devant la justice française par l’État azerbaïdjanais.

## Affaires judiciaires

### Affaire des Caddies
En 1997, il fait l'objet d'une information préliminaire dans l’« affaire des Caddies », dans le cadre de laquelle il lui est reproché d’avoir effectué entre 1989 et 1992 des dépenses personnelles par le biais du conseil général de l'Oise. Il effectue un remboursement partiel de celles-ci. En 1998, le procureur de la République de Beauvais classe l'affaire sous condition de remboursement,.

### Condamnation pour prise illégale d'intérêts
Il lui est également reproché un conflit d'intérêts entre sa fonction de président du conseil général attributeur de marchés à Euro-2C et son statut d'actionnaire de la chaîne de parfumeries « Séduire », dont Euro-2C était également l'un des actionnaires. Après une condamnation en première instance par le tribunal correctionnel de Beauvais, il est relaxé le 29 novembre 2001 par la cour d'appel d'Amiens. Cet arrêt est cassé le 27 novembre 2002 par la Cour de cassation, qui estime que les éléments réunis par l'instruction de la cour d'appel caractérisaient l'infraction. Le 14 avril 2005, Jean-François Mancel est condamné par la 9e chambre de la cour d'appel de Paris à 18 mois de prison avec sursis et 30 000 euros d'amende. Saisie par Jean-François Mancel, la Cour européenne des droits de l’homme estime qu'il « existait des raisons objectives de craindre que la Cour de cassation ait fait preuve d'un parti pris », et accorde à ce titre une indemnité de 3 000 euros au plaignant.

## Détail des mandats

### Député
- 03/04/1978 - 22/05/1981 : député RPR de la 5e circonscription de l'Oise (VIe législature)
- 02/04/1986 - 14/05/1988 : député RPR de l'Oise (VIIIe législature)
- 19/09/1988 - 21/04/1997 : député RPR de la 2e circonscription de l'Oise (IXe et Xe législature ; réélu en septembre 1988 à la suite de l'annulation de l'élection de juin 1988 par le Conseil constitutionnel)
- 19/06/2002 - 25/01/2013 : député UMP de la 2e circonscription de l'Oise (XIIe, XIIIe et XIVe législatures ; l'élection de juin 2012 est annulée par le Conseil constitutionnel.
- 24 mars 2013 : réélu député UMP de la 2e circonscription de l'Oise

### Député européen
- 24/07/1984 - 11/12/1986 : député européen

### Conseil municipal de Beauvais (Oise)
- 22/03/1971 - 21/03/1977 : adjoint au maire
- 14/03/1983 - 19/03/1989 : membre du conseil municipal

### Conseil municipal de Novillers (Oise)
- depuis le 19/06/1995 : membre du conseil municipal puis premier adjoint au maire depuis 2014

### Conseil général de l'Oise
- 19/03/1979 - 17/03/1985 : membre du conseil général
- 18/03/1985 - 28/03/2004 : président du conseil général
- 29/03/2004-29/03/2015 : membre du conseil général (canton de Noailles)

### Communauté de communes du pays de Thelle
- 1997 à 2016 : président de la communauté de communes du pays de Thelle

### Communauté de communes du Pays de Thelle et Ruraloise
- depuis 2017 : président de la communauté de communes du Pays de Thelle et Ruraloise

## Ouvrages
- Manuel de droit constitutionnel, Paris, ministère de l'Économie et des Finances, 1977
- Gérer les services publics : concurrence et liberté de choix
- Association nationale pour la démocratie locale, sous la direction de Jacques Moreau, Dominique Perben, Jean-François Mancel,	Liberté de gestion des collectivités territoriales : vérité ou illusion ?, Paris, Economica, 1993  (ISBN 2-7178-2581-9)
- Proposition de loi rétablissant les compétences de l'État en matière d'incendie et de secours, présentée par Jean-François Mancel, René André, Jean Auclair [et al.], collection Les Documents législatifs de l'Assemblée nationale, 2003  (ISBN 2-11-116837-8)
- Le financement des collectivités locales